# BBH 75
Albums de Jacques Higelin
Jacques Crabouif Higelin
(1971) Irradié
(1976)
BBH 75 est le troisième album studio de Jacques Higelin, sorti en décembre 1974.

## Historique
Le titre de l'album, BBH, est formé par les initiales du nom des trois musiciens qui ont participé : Benarroch, Boissezon, Higelin.
Si Cigarette et Une mouche sur ma bouche, écrites par Higelin seul, restent encore dans la veine minimaliste de l'époque Saravah, les autres titres, co-écrits avec le guitariste de l'album Simon Boissezon, marquent un virage décisif dans la carrière d'Higelin : jusqu'alors chanteur folk tendance expérimentale, il empoigne un statut de rock-star, témoin de la violence des grandes banlieues.
L'album devait initialement s'intituler BBH 74, mais sorti seulement tout à la fin de l'année 1974, on le baptisera finalement BBH 75. Un 33 tours promotionnel hors-commerce, rarissime aujourd'hui, est sorti à l'époque sous le titre BBH 74.

## Citations
- « Hey, je suis né dans un spasme, le ventre de ma mère a craché un noyau de jouissance et j'ai jamais perdu le goût de ça. » (Est-ce que ma guitare est un fusil ?).
- « Dans le couloir qui mène à ton dernier métro, Paris black-out, New York bravo, bravo » (Paris New York New York Paris).

## Réception
Selon l'édition française du magazine Rolling Stone, cet album est le 5e meilleur album de rock français. Il est également inclus dans l'ouvrage Philippe Manœuvre présente : Rock français, de Johnny à BB Brunes, 123 albums essentiels. L'album est certifié disque d'or pour 100 000 exemplaires vendus.

## Chansons
| 1. | Paris-New York, N.Y.-Paris | 4:20 |
| 2. | Cigarette                  | 4:29 |
| 3. | Mona Lisa Klaxon           | 3:15 |
| 4. | Chaud, chaud, bizness-show | 4:15 |

| 1. | Est-ce que ma guitare est un fusil ? | 5:40 |
| 2. | Une mouche sur ma bouche             | 4:20 |
| 3. | Œsophage boogie, cardiac' blues      | 4:24 |
| 4. | Boxon                                | 3:30 |

## Musiciens
- Charles Bennaroch : batterie, percussions, harmonica.
- Simon Boissezon : basse, guitares.
- Jacques Higelin : voix.